# Pintor de Diceu

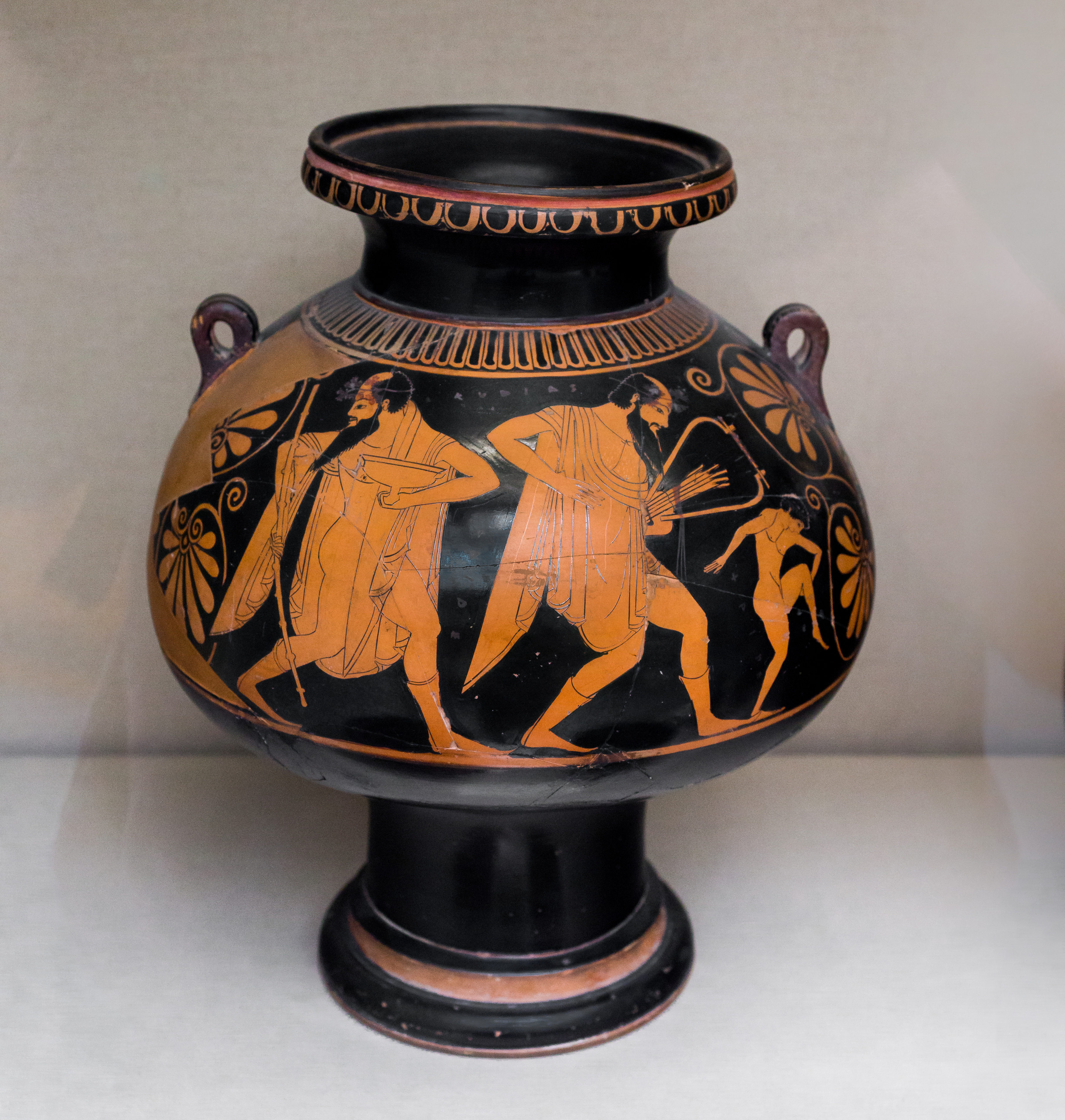
Escena de Com (Antiga Grècia) amb dos homes calbs i barbuts vestits amb capes i un jove, al Museu Britànic, E 767; c. 510-500 ae

El Pintor de Diceu fou un pintor grec de gots que treballà a Atenes a la fi del segle vi abans de la nostra era.
Fou un representant del grup pioner de la pintura en gots de figures vermelles, però en fama va darrere dels principals representants Eufroni, Eutímides, Esmicros i Fincies. Tot i que també va pintar gots en el nou estil, de la seua mà pintà gots de figures negres, on degué aprendre l'ofici. El Pintor de Diceu pertany així a un nombre comparativament petit de pintors de gots, dels quals es coneixen les obres dels dos estils principals.
En el seu estil de dibuix de figures roges recorda Eutímides, però les seues obres també contenen una inquietud interior que prové dels seus orígens en l'estil de figures negres, que caracteritza les obres de Psíax, que pintà en tots dos estils. Algunes figures individuals en l'estil de figures roges recorden tant les d'Eutímides que semblen còpies, la qual cosa és molt possible dins del grup pioner. Martin Robertsondescriu la relació de dependència entre tots dos com la d'un imitador al model, i la compara amb la relació d'Esmicros amb Eufroni. En les seues obres, el Pintor de Diceu combina sovint escenes de figures roges amb ornaments treballats en l'estil de figures negres. La seua obra recorda en la composició imatges poc imaginatives, com ho eren les figures negres. El seu mestratge, d'altra banda, es mostra sobretot en gots amb escenes de borratxeres i amoroses, especialment en un calpis que es troba al Museu d'Art i Història de Brussel·les  i un recipient al Museu Britànic. El nombre d'obres que se li atribueixen no és gaire gran.